# شهرستان کامبرلند (پنسیلوانیا)
شهرستان کامبرلند، پنسیلوانیا (به انگلیسی: Cumberland County, Pennsylvania) شهرستانی در ایالات متحده آمریکا است که در پنسیلوانیا واقع شده‌است.

## خصوصیات
شهرستان کامبرلند ۱٬۴۲۷٫۰۹ کیلومترمربع مساحت دارد.